# Campionati del mondo di duathlon del 2014
I Campionati del mondo di duathlon del 2014 (XXV edizione) si sono tenuti a Pontevedra in Spagna, in data 1 giugno 2014.
Tra gli uomini ha vinto il francese Benoit Nicolas, mentre la gara femminile è andata alla francese Sandra Levenez.
La gara junior ha visto trionfare l'australiano Jacob Birtwhistle e l'italiana Angelica Olmo.
Il titolo di Campione del mondo di duathlon della categoria under 23 è andato allo spagnolo David Castro Fajardo. Tra le donne si è aggiudicata il titolo di Campionessa del mondo di duathlon della categoria under 23 l'australiana Gillian Backhouse.

## Risultati

### Élite uomini
| Pos. | Atleta                      | Paese       | Corsa    | Bici     | Corsa    | Totale   |
| ---- | --------------------------- | ----------- | -------- | -------- | -------- | -------- |
|      | Benoit Nicolas              | Francia     | 00:30:58 | 00:00:00 | 00:00:00 | 01:50:18 |
|      | Etienne Diemunsch           | Francia     | 00:30:59 | 00:00:00 | 00:00:00 | 01:50:39 |
|      | Emilio Martin               | Spagna      | 00:30:58 | 00:00:00 | 00:00:00 | 01:50:57 |
| 4    | Philip Wylie                | Regno Unito | 00:30:58 | 00:00:00 | 00:00:00 | 01:51:05 |
| 5    | Alexis Rodríguez            | Spagna      | 00:30:57 | 00:00:00 | 00:00:00 | 01:51:41 |
| 6    | Rob Woestenborghs           | Belgio      | 00:32:16 | 00:00:00 | 00:00:00 | 01:52:35 |
| 7    | David Castro Fajardo        | Spagna      | 00:31:57 | 01:05:06 | 00:16:03 | 01:53:06 |
| 8    | Toumi Dahmani               | Marocco     | 00:30:58 | 01:06:18 | 00:16:00 | 01:53:16 |
| 9    | Raul Amatriain Arraiza      | Spagna      | 00:31:58 | 01:05:09 | 00:16:13 | 01:53:20 |
| 10   | Gustavo Rodriguez Iglesias  | Spagna      | 00:32:00 | 00:00:00 | 00:00:00 | 01:53:31 |
| 11   | Nicolas D'Harveng           | Belgio      | 00:31:28 | 01:05:51 | 00:16:18 | 01:53:37 |
| 12   | Fabian Villanueva           | Messico     | 00:31:29 | 01:05:41 | 00:16:30 | 01:53:40 |
| 13   | Alberto Della Pasqua        | Italia      | 00:31:58 | 01:05:12 | 00:16:34 | 01:53:44 |
| 14   | Ryo Sueoka                  | Giappone    | 00:32:30 | 01:04:42 | 00:16:34 | 01:53:46 |
| 15   | Francois Humblet            | Belgio      | 00:32:16 | 01:05:00 | 00:16:33 | 01:53:49 |
| 16   | Jose Luis Cordova           | Messico     | 00:31:00 | 01:06:18 | 00:16:32 | 01:53:50 |
| 17   | Patrick Parish              | Stati Uniti | 00:32:00 | 01:05:20 | 00:16:38 | 01:53:58 |
| 18   | João Francisco Ferreira     | Portogallo  | 00:33:02 | 01:04:11 | 00:16:53 | 01:54:06 |
| 19   | John Heiland                | Germania    | 00:32:17 | 01:04:51 | 00:17:03 | 01:54:11 |
| 20   | Cristobal Garcia Guillen    | Spagna      | 00:31:57 | 01:05:12 | 00:17:05 | 01:54:14 |
| 21   | Pau Castellvell             | Spagna      | 00:32:17 | 01:04:53 | 00:17:10 | 01:54:20 |
| 22   | Ignacio Muller              | Argentina   | 00:32:49 | 01:04:22 | 00:17:14 | 01:54:25 |
| 23   | Ramos Herrera               | Messico     | 00:31:53 | 01:05:28 | 00:17:10 | 01:54:31 |
| 24   | Gert Van Poucke             | Belgio      | 00:31:29 | 01:05:39 | 00:17:29 | 01:54:37 |
| 25   | Ciprian Balanescu           | Romania     | 00:32:51 | 01:04:24 | 00:17:24 | 01:54:39 |
| 26   | Flávio Queiroga             | Brasile     | 00:32:50 | 01:04:32 | 00:17:30 | 01:54:52 |
| 27   | Rafael Antonio Rojas Cumare | Venezuela   | 00:33:04 | 01:04:08 | 00:17:46 | 01:54:58 |
| 28   | Andreas Theobald            | Germania    | 00:33:02 | 01:04:09 | 00:17:52 | 01:55:03 |
| 29   | Maxim Kuzmin                | Russia      | 00:33:26 | 01:03:55 | 00:17:43 | 01:55:04 |
| 30   | Matt Brown                  | Australia   | 00:32:18 | 01:04:57 | 00:18:01 | 01:55:16 |
| 31   | Jan Petralia                | Belgio      | 00:32:50 | 01:04:33 | 00:18:08 | 01:55:31 |
| 32   | Pedro Afonso Gaspar         | Portogallo  | 00:33:23 | 01:03:50 | 00:18:30 | 01:55:43 |
| 33   | Ignacio Barranco Frias      | Spagna      | 00:33:03 | 01:04:22 | 00:18:29 | 01:55:54 |
| 34   | Maikel Zuijderhoudt         | Paesi Bassi | 00:33:02 | 01:04:24 | 00:18:32 | 01:55:58 |
| 35   | Genis Grau                  | Spagna      | 00:33:04 | 01:04:16 | 00:18:46 | 01:56:06 |

### Élite donne
| Pos. | Atleta                    | Paese       | Corsa    | Bici     | Corsa    | Totale   |
| ---- | ------------------------- | ----------- | -------- | -------- | -------- | -------- |
|      | Sandra Levenez            | Francia     | 00:34:32 | 01:11:32 | 00:18:03 | 02:04:07 |
|      | Gillian Backhouse         | Australia   | 00:36:37 | 01:10:23 | 00:18:26 | 02:05:26 |
|      | Sabrina Monmarteau        | Francia     | 00:35:13 | 01:11:53 | 00:18:36 | 02:05:42 |
| 4    | Franziska Scheffler       | Germania    | 00:35:13 | 01:11:51 | 00:19:09 | 02:06:13 |
| 5    | Petra Fasungova           | Slovacchia  | 00:35:48 | 01:12:49 | 00:17:56 | 02:06:33 |
| 6    | Miriam Casillas García    | Spagna      | 00:35:47 | 01:12:48 | 00:18:15 | 02:06:50 |
| 7    | Georgina Schwiening       | Regno Unito | 00:36:13 | 01:12:28 | 00:18:41 | 02:07:22 |
| 8    | Sonia Bejarano            | Spagna      | 00:34:51 | 01:13:34 | 00:19:09 | 02:07:34 |
| 9    | Ana Filipa Santos         | Portogallo  | 00:36:22 | 01:12:21 | 00:19:21 | 02:08:04 |
| 10   | Yurie Matsuda             | Giappone    | 00:36:37 | 01:12:08 | 00:19:42 | 02:08:27 |
| 11   | Giorgia Priarone          | Italia      | 00:36:35 | 01:12:12 | 00:19:48 | 02:08:35 |
| 12   | Annika Vössing            | Germania    | 00:36:36 | 01:12:35 | 00:19:35 | 02:08:46 |
| 13   | Joselyn Brea              | Venezuela   | 00:35:48 | 01:12:52 | 00:20:14 | 02:08:54 |
| 14   | Gillian Palmer            | Regno Unito | 00:36:24 | 01:14:16 | 00:18:22 | 02:09:02 |
| 15   | Paula Garcia Godino       | Spagna      | 00:36:21 | 01:14:24 | 00:19:22 | 02:10:07 |
| 16   | Susanne Svendsen          | Danimarca   | 00:37:11 | 01:13:31 | 00:19:31 | 02:10:13 |
| 17   | Margarita Garcia Cañellas | Spagna      | 00:37:26 | 01:13:33 | 00:20:05 | 02:11:04 |
| 18   | Pien Keulstra             | Paesi Bassi | 00:39:15 | 01:12:29 | 00:19:51 | 02:11:35 |
| 19   | Joyce Vrijenhoek          | Paesi Bassi | 00:38:26 | 01:13:19 | 00:20:04 | 02:11:49 |
| 20   | Carolina Furriela         | Brasile     | 00:38:13 | 01:13:40 | 00:20:57 | 02:12:50 |
| 21   | Inmaculada Pereiro        | Spagna      | 00:38:12 | 01:13:54 | 00:21:03 | 02:13:09 |
| 22   | Airi Sawada               | Giappone    | 00:38:30 | 01:14:47 | 00:20:31 | 02:13:48 |
| 23   | Lucia Perez Lopez         | Spagna      | 00:38:37 | 01:14:49 | 00:21:05 | 02:14:31 |

### Junior uomini
| Pos. | Atleta                   | Paese       | Corsa    | Bici     | Corsa    | Totale   |
| ---- | ------------------------ | ----------- | -------- | -------- | -------- | -------- |
|      | Jacob Birtwhistle        | Australia   | 00:15:15 | 00:29:46 | 00:07:19 | 00:54:15 |
|      | Antonio Serrat Seoane    | Spagna      | 00:15:15 | 00:29:47 | 00:07:36 | 00:54:32 |
|      | Gustav Iden              | Norvegia    | 00:15:15 | 00:29:45 | 00:07:38 | 00:54:36 |
| 4    | Max Biewer               | Lussemburgo | 00:15:16 | 00:29:45 | 00:07:54 | 00:54:53 |
| 5    | Roberto Sanchez Mantecon | Spagna      | 00:15:20 | 00:29:41 | 00:08:27 | 00:55:20 |
| 6    | Pierre Balty             | Belgio      | 00:15:15 | 00:30:10 | 00:08:58 | 00:56:20 |
| 7    | Richard Allen            | Regno Unito | 00:15:16 | 00:32:35 | 00:07:49 | 00:57:45 |
| 8    | Igor Valente             | Portogallo  | 00:15:22 | 00:32:30 | 00:07:49 | 00:57:51 |
| 9    | David Luis               | Portogallo  | 00:15:19 | 00:32:33 | 00:07:57 | 00:57:55 |
| 10   | Yuuki Tsukano            | Giappone    | 00:15:56 | 00:32:00 | 00:07:57 | 00:57:56 |
| 11   | Luis Ferreira            | Portogallo  | 00:15:57 | 00:31:54 | 00:08:00 | 00:57:57 |
| 12   | Erwin Vanderplancke      | Belgio      | 00:15:56 | 00:31:54 | 00:08:05 | 00:57:57 |
| 13   | Casper Stornes           | Norvegia    | 00:15:59 | 00:31:54 | 00:07:59 | 00:58:01 |
| 14   | Javier Martin Morales    | Spagna      | 00:15:56 | 00:31:54 | 00:08:13 | 00:58:02 |
| 15   | Guerzon M Hernandez      | Messico     | 00:15:58 | 00:31:54 | 00:08:07 | 00:58:07 |
| 16   | George Goodwin           | Regno Unito | 00:15:40 | 00:32:18 | 00:08:04 | 00:58:09 |
| 17   | Raul Manso               | Spagna      | 00:15:56 | 00:31:56 | 00:08:11 | 00:58:12 |
| 18   | Deri Stewart             | Regno Unito | 00:15:19 | 00:32:39 | 00:08:08 | 00:58:15 |
| 19   | Jools Beardon            | Spagna      | 00:15:57 | 00:31:52 | 00:08:19 | 00:58:17 |
| 20   | Luis Gutierrez Valle     | Spagna      | 00:15:57 | 00:31:54 | 00:08:24 | 00:58:20 |
| 21   | Luis Monteiro            | Portogallo  | 00:15:55 | 00:31:56 | 00:08:45 | 00:58:46 |
| 22   | Eric Hermes              | Lussemburgo | 00:16:20 | 00:32:51 | 00:08:08 | 00:59:24 |
| 23   | Brandon Schlebusch       | Sudafrica   | 00:15:56 | 00:31:55 | 00:09:36 | 00:59:38 |
| 24   | Riccardo Natari          | Italia      | 00:16:20 | 00:32:51 | 00:08:24 | 00:59:40 |
| 25   | Jens Astveit             | Norvegia    | 00:16:32 | 00:32:45 | 00:08:49 | 01:00:01 |
| 26   | Nuno André               | Portogallo  | 00:16:37 | 00:32:37 | 00:08:55 | 01:00:16 |
| 27   | Endre Espedal            | Norvegia    | 00:16:29 | 00:33:58 | 00:09:10 | 01:01:56 |
| 28   | Birk Skogland            | Norvegia    | 00:16:21 | 00:35:12 | 00:08:59 | 01:02:47 |
| 29   | Wouter Devalet           | Belgio      | 00:17:23 | 00:34:58 | 00:11:03 | 01:03:57 |

### Junior donne
| Pos. | Atleta                     | Paese       | Corsa    | Bici     | Corsa    | Totale   |
| ---- | -------------------------- | ----------- | -------- | -------- | -------- | -------- |
|      | Angelica Olmo              | Italia      | 00:17:30 | 00:37:25 | 00:08:43 | 01:03:38 |
|      | Fumika Matsumoto           | Giappone    | 00:17:32 | 00:37:29 | 00:08:59 | 01:04:00 |
|      | Claudia Luna               | Spagna      | 00:17:31 | 00:39:31 | 00:08:30 | 01:05:32 |
| 4    | Bronwen Owen               | Regno Unito | 00:17:31 | 00:39:42 | 00:08:23 | 01:05:36 |
| 5    | Madalena Amaral Almeida    | Portogallo  | 00:17:59 | 00:38:59 | 00:09:00 | 01:05:58 |
| 6    | Cecilia Santamaria Surroca | Spagna      | 00:17:33 | 00:39:30 | 00:09:05 | 01:06:08 |
| 7    | Luisa Iogna-Prat           | Italia      | 00:18:35 | 00:38:26 | 00:09:10 | 01:06:11 |
| 8    | Alexandra Santos           | Portogallo  | 00:18:36 | 00:38:22 | 00:09:20 | 01:06:18 |
| 9    | Ana Ramos                  | Portogallo  | 00:18:37 | 00:38:26 | 00:09:28 | 01:06:31 |
| 10   | Ines Santiago              | Spagna      | 00:18:37 | 00:38:29 | 00:09:38 | 01:06:44 |
| 11   | Kate Curran                | Regno Unito | 00:18:36 | 00:38:29 | 00:09:46 | 01:06:51 |
| 12   | Jodie Berry                | Sudafrica   | 00:18:00 | 00:40:22 | 00:09:12 | 01:07:34 |
| 13   | Jessica Alcock             | Sudafrica   | 00:18:58 | 00:42:17 | 00:10:08 | 01:11:23 |
| 14   | Sara Ruiz Serrano          | Spagna      | 00:20:33 | 00:42:08 | 00:10:41 | 01:13:22 |

### Under 23 uomini
| Pos. | Atleta                      | Paese      | Corsa    | Bici     | Corsa    | Totale   |
| ---- | --------------------------- | ---------- | -------- | -------- | -------- | -------- |
|      | David Castro Fajardo        | Spagna     | 00:31:57 | 01:05:06 | 00:16:03 | 01:53:06 |
|      | Fabian Villanueva Moehl     | Messico    | 00:31:29 | 01:05:41 | 00:16:30 | 01:53:40 |
|      | Alberto Della Pasqua        | Italia     | 00:31:58 | 01:05:12 | 00:16:34 | 01:53:44 |
| 4    | Jose Luis Cordova           | Messico    | 00:31:00 | 01:06:18 | 00:16:32 | 01:53:50 |
| 5    | João Francisco Ferreira     | Portogallo | 00:33:02 | 01:04:11 | 00:16:53 | 01:54:06 |
| 6    | Pau Castellvell             | Spagna     | 00:32:17 | 01:04:53 | 00:17:10 | 01:54:20 |
| 7    | Ignacio Muller              | Argentina  | 00:32:49 | 01:04:22 | 00:17:14 | 01:54:25 |
| 8    | Rafael Antonio Rojas Cumare | Venezuela  | 00:33:04 | 01:04:08 | 00:17:46 | 01:54:58 |
| 9    | Andreas Theobald            | Germania   | 00:33:02 | 01:04:09 | 00:17:52 | 01:55:03 |
| 10   | Matt Brown                  | Australia  | 00:32:18 | 01:04:57 | 00:18:01 | 01:55:16 |
| 11   | Jan Petralia                | Belgio     | 00:32:50 | 01:04:33 | 00:18:08 | 01:55:31 |
| 12   | Pedro Afonso Gaspar         | Portogallo | 00:33:23 | 01:03:50 | 00:18:30 | 01:55:43 |
| 13   | Ignacio Barranco Frias      | Spagna     | 00:33:03 | 01:04:22 | 00:18:29 | 01:55:54 |
| 14   | Genis Grau                  | Spagna     | 00:33:04 | 01:04:16 | 00:18:46 | 01:56:06 |

### Under 23 donne
| Pos. | Atleta                     | Paese       | Corsa    | Bici     | Corsa    | Totale   |
| ---- | -------------------------- | ----------- | -------- | -------- | -------- | -------- |
|      | Gillian Backhouse          | Australia   | 00:36:37 | 01:10:23 | 00:18:26 | 02:05:26 |
|      | Miriam Casillas García     | Spagna      | 00:35:47 | 01:12:48 | 00:18:15 | 02:06:50 |
|      | Georgina Schwiening        | Regno Unito | 00:36:13 | 01:12:28 | 00:18:41 | 02:07:22 |
| 4    | Giorgia Priarone           | Italia      | 00:36:35 | 01:12:12 | 00:19:48 | 02:08:35 |
| 5    | Jocelyn Daniely Brea Abreu | ITU         | 00:35:48 | 01:12:52 | 00:20:14 | 02:08:54 |
| 6    | Pien Keulstra              | Paesi Bassi | 00:39:15 | 01:12:29 | 00:19:51 | 02:11:35 |